# Рокфор-ла-Бедуль
Рокфор-ла-Бедуль (фр. Roquefort-la-Bédoule) — коммуна на юго-востоке Франции в регионе Прованс — Альпы — Лазурный Берег, департамент Буш-дю-Рон, округ Марсель, кантон Ла-Сьота.
Площадь коммуны — 31,15 км², население — 5016 человек (2006) с выраженной тенденцией к росту: 5148 человек (2012), плотность населения — 165,3 чел/км².

## Население
Население коммуны в 2011 году составляло 5063 человека, а в 2012 году — 5148 человек.
| 1962 | 1968 | 1975 | 1982 | 1990 | 1999 | 2006 | 2011 | 2012 |
| ---- | ---- | ---- | ---- | ---- | ---- | ---- | ---- | ---- |
| 1635 | 1770 | 2384 | 3355 | 4162 | 4733 | 5016 | 5063 | 5148 |

Динамика населения:

## Экономика
В 2010 году из 3148 человек трудоспособного возраста (от 15 до 64 лет) 2229 были экономически активными, 919 — неактивными (показатель активности 70,8 %, в 1999 году — 67,2 %). Из 2229 активных трудоспособных жителей работали 2009 человек (1032 мужчины и 977 женщин), 220 числились безработными (112 мужчин и 108 женщин). Среди 919 трудоспособных неактивных граждан 295 были учениками либо студентами, 362 — пенсионерами, а ещё 262 — были неактивны в силу других причин.
На протяжении 2010 года в коммуне числилось 2001 облагаемое налогом домохозяйство, в котором проживало 4949,0 человек. При этом медиана доходов составила 22 тысячи 597 евро на одного налогоплательщика.